# Patrik Banovič
Patrik Banovič (* 13. November 1991 in Trnava) ist ein slowakischer Fußballspieler. Der Abwehrspieler steht seit Januar 2010 beim FC Spartak Trnava unter Vertrag.

## Vereinskarriere
Banovič ist so wie sein Großvater und viermaliger Meister der Tschechoslowakei Kamil Majerník ein Abwehrspieler. Er spielte in der Jugend beim FK Lokomotíva Trnava und beim FC Spartak Trnava. Den ersten Profivertrag bekam er bei Spartak Trnava im Januar 2010. Bis Sommer 2011 spielte er elfmal in der A-Mannschaft von Spartak. Er erzielte dabei ein Tor.

## Nationalmannschaft
Banovič spielte dreimal in der slowakischen U-19 Nationalmannschaft.